# کیانگ (مردم تاریخی)
کیانگ (انگلیسی: Qiang)، نامی بود که در دوره‌های مختلف در چین باستان به گروه‌های مختلف مردم داده می‌شد. عموماً تصور می‌شود که قوم کیانگ از تبت-برمه (زبان‌های تبتی-برمه‌ای) بوده‌اند، اگرچه نظریه‌های دیگری نیز وجود دارد.